# Manuel Lloret
Manuel Lloret es un exciclista profesional español nacido el 4 de agosto de 1981 en la localidad alicantina de Muro del Alcoy (España).
Debutó como profesional en 2005 con el equipo Comunidad Valenciana, en el que estuvo dos años. Luego formó parte del Fuerteventura-Canarias Team. 
En 2006, en el marco de la Operación Puerto, fue identificado por la Guardia Civil como cliente de la red de dopaje liderada por Eufemiano Fuentes, donde su nombre "Lloret" que aparecía en un calendario de competición de su segundo director, Ignacio Labarta. Lloret no fue sancionado por la Justicia española al no ser haber ninguna prueba contra él. Solo fue involucrado en este caso por formar parte del equipo en el cual el segundo director, era cómplice como preparador de la red de dopaje del médico Eufemiano Fuentes.
Todos los miembros del equipo se autodeclararon inocentes porque nunca pudieron defensarse ante ningún organismo. Se sometieron voluntariamente a un análisis de sangre ante notario, para que el Consejo Superior de Deportes pudiera cotejar su ADN con las bolsas de sangre incautadas en la operación. El CSD no quiso realizar dicha comprobación, por lo que los corredores del equipo estuvieron siempre involucrados sin ninguna prueba consistente, al no poderse defensar ante ninguna institución. 
El Gobierno tenía pendiente aprobar la nueva ley de dopaje y aprovechó esta operación para hacerla pública. Hasta entonces, el dopaje no era un delito España en ese momento, por lo que Manuel Lloret no recibió ninguna sanción deportiva al negarse el juez instructor del caso a facilitar a los organismos deportivos internacionales (AMA, UCI) las pruebas. Con el paso del tiempo nunca se llegó a un acuerdo para resolver el caso entre la Federación Española de Ciclismo, el Consejo Superior de Deportes y la UCI o la AMA,  por lo que Manuel Lloret estuvo marcado, y le supuso el fin a una carrera deportiva.
Tras recalificarse como élite en el equipo Comunidad Valenciana de esa categoría, a partir de agosto de 2008 volvió a la élite profesional UCI con el equipo portugués Barbot.
Abandonó el deporte profesional y actualmente se dedica a la docencia, en  Educación Secundaria.

## Palmarés
2006
- 1 etapa de la Vuelta a Andalucía
- 3 etapa Volta Santarem (Portugal) y 3º en la general final
- 6 Campeonato de España Contrarreloj

2007
- 3º en el Campeonato de España de ciclismo contrarreloj
- Vuelta a la Comunidad de Madrid, más 1 etapa
- 3º general Vuelta a Murcia
- 2.º en la 3º etapa Volta ao Alenteixo (Portugal)
- 3º general final Volta ao Alenteixo

2008
- 1 etapa de la Vuelta a Extremadura
- Campeón de España Contrarreloj Elite

2009
- 1 etapa del Cinturón a Mallorca
- 1 etapa Vuelta Zamora

## Equipos
- Comunidad Valenciana (2005-2006)
- Fuerteventura-Canarias (2007)
- Barbot (2008)
- Valencia Tierra y Mar (2009)